# Стародубець Володимир Олексійович
Стародубець Володимир Олексійович(*19 травня 1957,с. Конотоп (Городнянський район) Городнянського району Чернігівської області — кандидат філософських наук, доцент Житомирського державного університету імені Івана Франка. Представник Поліської філософської школи «Філософія та феноменологія релігії», очолюваної професором П. Ю. Саухом.

## Біографічні відомості
Працював в Кіровоградському державному педагогічному інституті, Тернопільському державному педагогічному інституті. У 1990-1991 - ректор Кременецького педагогічного коледжу імені Тараса Шевченка. Обирався депутатом Тернопільської обласної ради. Обирався першим заступником голови Тернопільського облвиконкому.

## Наукова діяльність
У 1985 р. поступив до аспірантури при кафедрі історичного матеріалізму Московського державного університету. У 1989 р. захистив кандидатську дисертацію за темою «Взаємодія ідеологічного та суспільно-психологічного чинників у розвитку діяльності» (наук. керівник — Пащенко Віталій Якович).  Автор понад 50 наукових праць. [джерело?]